# اومئو
شهر اومئو (به سوئدی: Umeå) در ناحیه شهری اومئو در کشور سوئد واقع شده‌است. جمعیت این شهر ۲۲۶۱٫۰۲ نفر است.
این شهر در سال ۲۰۱۴ به صورت مشترک با شهر ریگا به عنوان پایتخت فرهنگی اروپا انتخاب شده است.